# Nematocera
Nematocera (ime koje znači „nitni rogovi ”) su podred izduženih muva sa tankim, segmentiranim antenama i uglavnom vodenim larvama. Ova grupa je parafiletska i sadrži sve mušice osim vrsta iz podreda Brachycera (ime znači „kratkoroge“), što uključuje poznatije vrste kao što su kućna muva ili obična voćna muva.

## Familije
Ove familije pripadaju podredu Nematocera:
- Anisopodidae Knab, 1912
- Axymyiidae Shannon, 1921
- Bibionidae Fleming, 1821
- Blephariceridae Loew, 1861
- Bolitophilidae Winnertz, 1863
- Canthyloscelididae Enderlein, 1912
- Cecidomyiidae Newman, 1835
- Ceratopogonidae Newman, 1834
- Chaoboridae Newman, 1834
- Chironomidae Newman, 1834
- Corethrellidae Edwards, 1932
- Culicidae Meigen, 1818
- Cylindrotomidae Schiner, 1863
- Deuterophlebiidae Edwards, 1922
- Diadocidiidae Winnertz, 1863
- Ditomyiidae Keilin, 1919
- Dixidae Schiner, 1868[7] - meniscus midges
- Hesperinidae Schiner, 1864
- Keroplatidae Rondani, 1856
- Limoniidae Rondani, 1856
- Lygistorrhinidae Edwards, 1925
- Mycetophilidae Newman, 1834
- Nymphomyiidae Tokunaga, 1932
- Pachyneuridae Schiner, 1864
- Pediciidae Osten Sacken, 1859
- Perissommatidae Colless, 1962
- Psychodidae Newman, 1834
- Ptychopteridae Osten Sacken, 1862
- Rangomaramidae Jaschhof & Didham, 2002
- Scatopsidae Newman, 1834
- Sciaridae Billberg, 1820
- Simuliidae Newman, 1834
- Tanyderidae Osten Sacken, 1880
- Thaumaleidae Bezzi, 1913
- Tipulidae Latreille, 1802
- Trichoceridae Rondani, 1841
- Valeseguyidae Amorim & Grimaldi, 2006
- † Ansorgiidae Krzemiñski & Lukashevich, 1993
- † Antefungivoridae Rohdendorf, 1938
- † Archizelmiridae Rohdendorf, 1962
- † Asiochaoboridae Hong & Wang, 1990
- † Boholdoyidae Kovalev, 1985
- † Cascopleciidae Poinar Jr., 2010
- † Crosaphididae Kovalev, 1983
- † Elliidae Krzeminska, Blagoderov & Krezmiñski, 1993
- † Eoditomyiidae Ansorge, 1996
- † Eopolyneuridae Rohdendorf, 1962
- † Grauvogeliidae Krzemiñski, 1999
- † Hennigmatidae Shcherbakov, 1995
- † Heterorhyphidae Ansorge & Krzemiñski, 1995
- † Hyperpolyneuridae Rohdendorf, 1962
- † Luanpingitidae Zhang, 1986
- † Mesosciophilidae Rohdendorf, 1946
- † Nadipteridae Lukashevich, 1995
- † Palaeophoridae Rohdendorf, 1951
- † Paraxymyiidae Rohdendorf, 1946
- † Pleciofungivoridae Rohdendorf, 1946
- † Procramptonomyiidae Kovalev, 1983
- † Protendipedidae Rohdendorf, 1951
- † Protopleciidae Rohdendorf, 1946
- † Protorhyphidae Handlirsch, 1906
- † Protoscatopsidae Rohdendorf, 1946
- † Serendipidae Evenhuis, 1994
- † Siberhyphidae Kovalev, 1985
- † Strashilidae Rasnitsyn, 1992
- † Tanyderophrynidae Rohdendorf, 1962
- † Tethepomyiidae Grimaldi & Arillo, 2009
- † Tillyardipteridae Lukashevich & Shcherbakov, 1999
- † Tipulodictyidae Rohdendorf, 1962
- † Tipulopleciidae Rohdendorf, 1962
- † Vladipteridae Shcherbakov, 1995

## Literatura
- Borror, Donald Joyce; Delong, Dwight Moore; Triplehorn, Charles A. (1976). An Introduction to the Study of Insects. New York, Chicago: Holt, Rinehart and Winston. ISBN 0-03-088406-3.
- Ross h. Arnett, Jr (28. 7. 2000). American Insects: A Handbook of the Insects of America North of Mexico, Second Edition. Boca Raton, Londres, New York, Washington, D. C.: CRC Press. ISBN 0-8493-0212-9.

## Spoljašnje veze
- Image Gallery from Diptera.info
- Gnats (Nematocera)